# 岡部駅
岡部駅（おかべえき）は、埼玉県深谷市岡にある、東日本旅客鉄道（JR東日本）・日本貨物鉄道（JR貨物）高崎線の駅である。

## 歴史
- 1909年（明治42年）12月16日：鉄道院の駅として開業[1][2]。
- 1968年（昭和43年）9月10日：ホームを1面増設し、上下副本線を設置[3]。
- 1972年（昭和47年）7月1日：専用線発着を除く貨物の取扱を廃止[2]。
- 1984年（昭和59年）2月1日：荷物の取扱を廃止[2]。
- 1987年（昭和62年）4月1日：国鉄分割民営化に伴い、東日本旅客鉄道（JR東日本）と日本貨物鉄道（JR貨物）の駅となる[2]。
- 2001年（平成13年）11月18日：ICカード「Suica」の利用が可能となる[広報 1]。
- 2006年（平成18年）
  - 2月23日：みどりの窓口の営業を終了。
  - 2月24日：「もしもし券売機Kaeruくん」が稼働開始[4][5]。
- 2012年（平成24年）2月8日[要出典]：「もしもし券売機Kaeruくん」営業終了[6]。
- 2013年（平成25年）12月10日：指定席券売機の運用開始。
- 2016年（平成28年）3月10日：早朝無人化[7]。

## 駅構造
島式ホーム2面4線を有する地上駅である。1・3番線が本線、2・4番線が待避線であるが、現在は4番線に入線する定期旅客列車はなく、主に貨物列車の着発線として使用されている。2番線は、主に貨物列車が使用する。かつては2番線は平日の18時台に1本のみ特急「あかぎ」の待避をする列車が使用し、それ以外は主に貨物列車が使用し、下り特急列車の待避も2番線で行っていた。木造駅舎を有する。
高崎支社所属熊谷統括センター管轄本庄駅管理で、JR東日本ステーションサービスが受託する業務委託駅。深谷駅委託化前は同駅の被管理駅であった。駅舎内部には、指定席券売機や自動券売機（Suica対応）、自動改札機が設置されている。かつて駅舎出入口横にはキヨスクが営業を行っていた（2017年7月末をもって閉店）。2010年5月までに10両編成対応のホーム屋根、およびエレベーターが設置された。2024年夏、駅舎内にセブン銀行ATMが設置された。
かつてはみどりの窓口も設置されていたが、2006年2月24日に「もしもし券売機Kaeruくん」へ置き換えられる形で廃止された。さらに、「もしもし券売機Kaeruくん」も2012年2月3日に多機能券売機に置き換えられる形で営業を終了した。そのため一時当駅で指定券等の購入ができない時期があったが、2013年12月、券売機更新により指定席券売機が導入され、指定券購入が再度可能となった。2016年3月10日より、始発から午前6時30分までの間は遠隔対応のため改札係員は不在となり、一部の自動券売機のみ稼働する。
なお、駅改札・駅舎は北口のみで、駅南側（スクールバス等発着のロータリーあり）へは一旦改札を出て陸橋を渡らなくてはならない。
2018年度からは、15両編成の入線に対応している。これは、高崎方面での輸送障害時に籠原駅での増解結作業を省略することで、15両編成のままで当駅を経由して本庄駅（あるいは当駅）での大宮方面への折り返し運転をスムーズに実施することを目的としたものである。なお、定期列車で当駅に15両編成で入線する列車の設定はない。

### のりば
| 番線 | 路線             | 方向 | 行先                       | 備考                                 |
| ---- | ---------------- | ---- | -------------------------- | ------------------------------------ |
| 1・2 | ■ 高崎線         | 上り | 大宮・東京・新宿・横浜方面 | 2番線は土休日の16時台の1本のみが使用 |
| 1・2 | ■ 湘南新宿ライン | 上り | 大宮・東京・新宿・横浜方面 | 2番線は土休日の16時台の1本のみが使用 |
| 1・2 | ■ 上野東京ライン | 上り | 大宮・東京・新宿・横浜方面 | 2番線は土休日の16時台の1本のみが使用 |
| 3・4 | ■ 高崎線         | 下り | 高崎・前橋方面             | 4番線は事実上予備ホーム              |

（出典：JR東日本:駅構内図）
- 湘南新宿ラインの列車は新宿駅を経由して大船駅から、上野東京ラインの列車は上野駅を経由して東京駅から東海道線へ直通する。

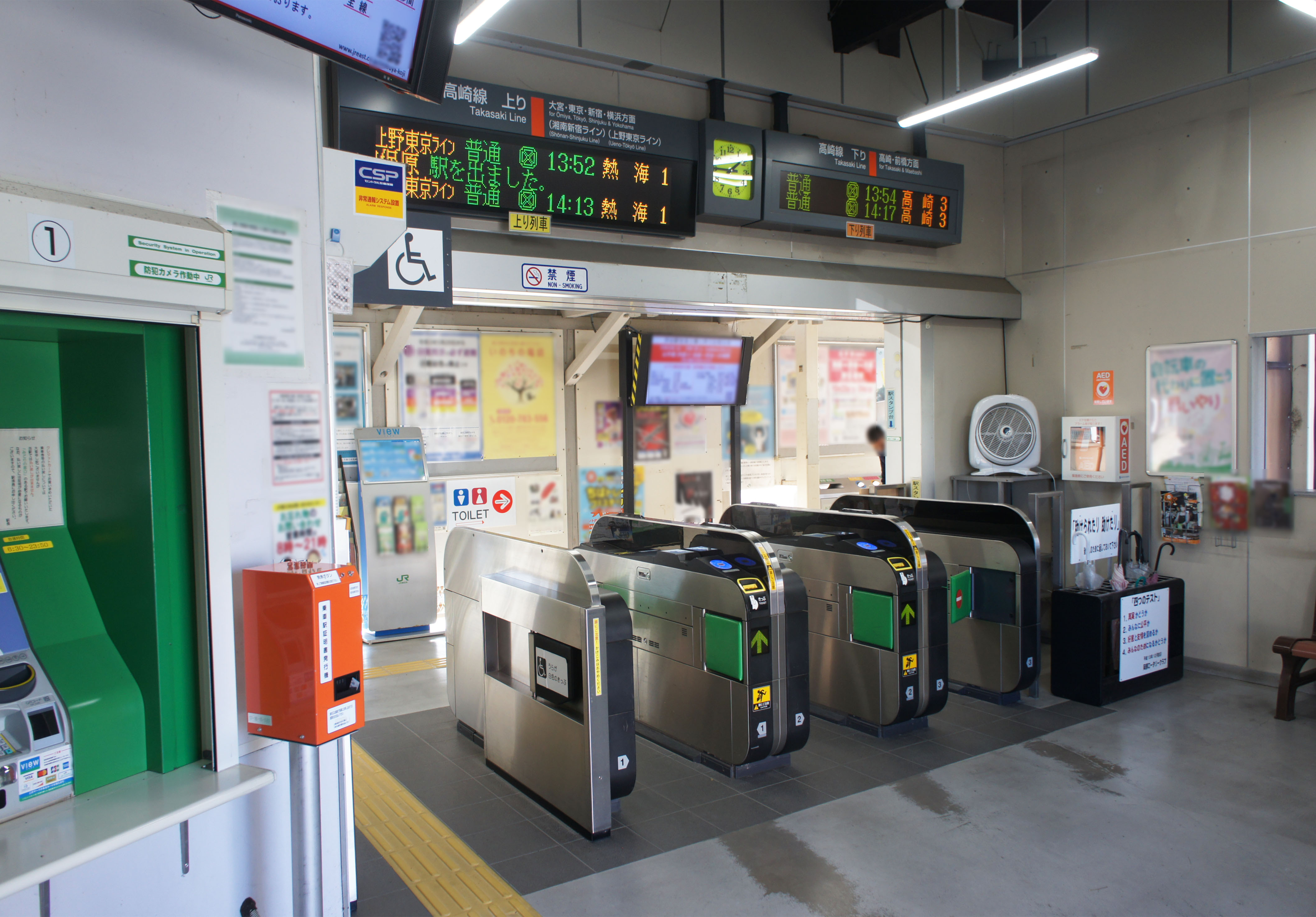
改札口（2021年10月）
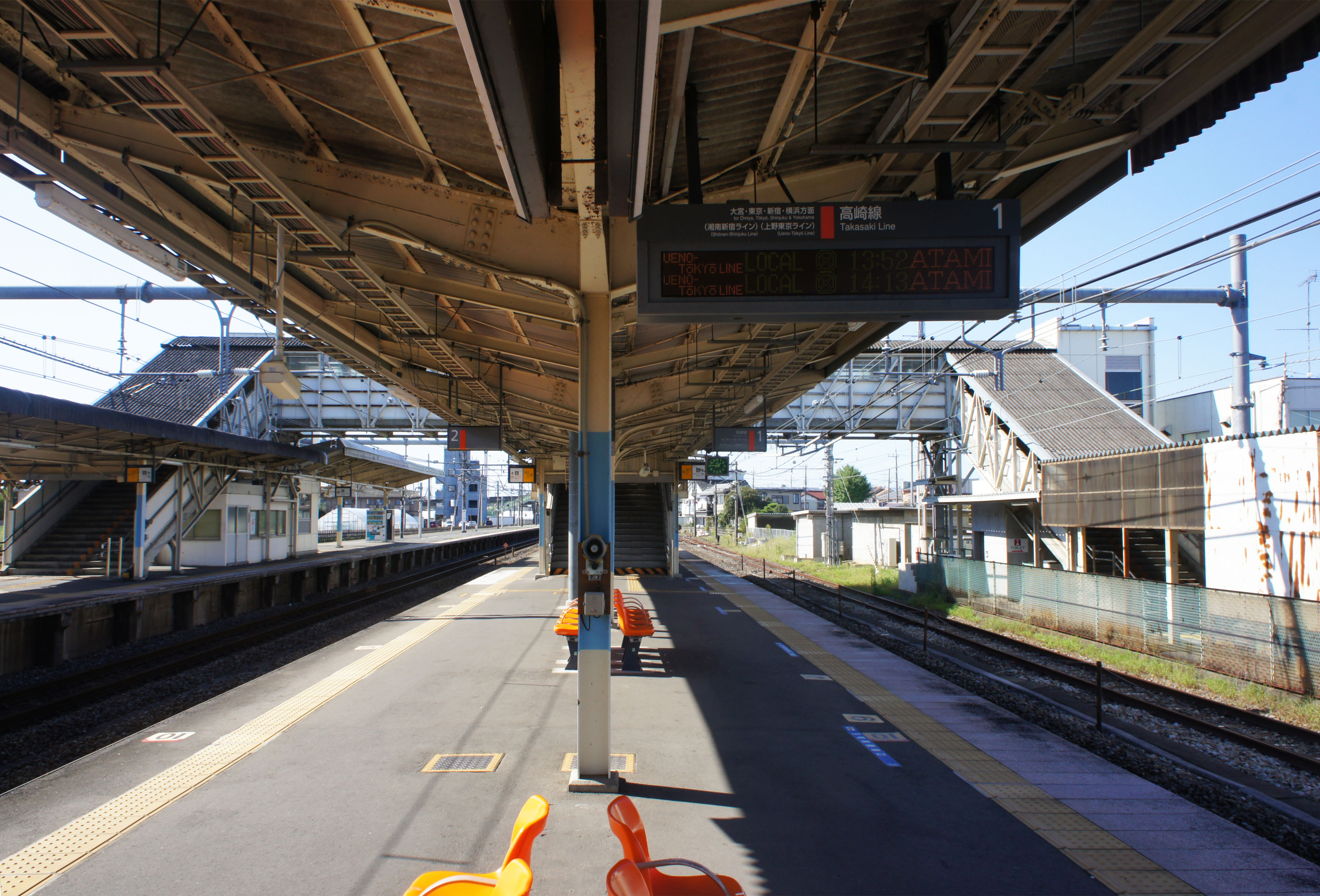
1・2番線ホーム（2021年10月）
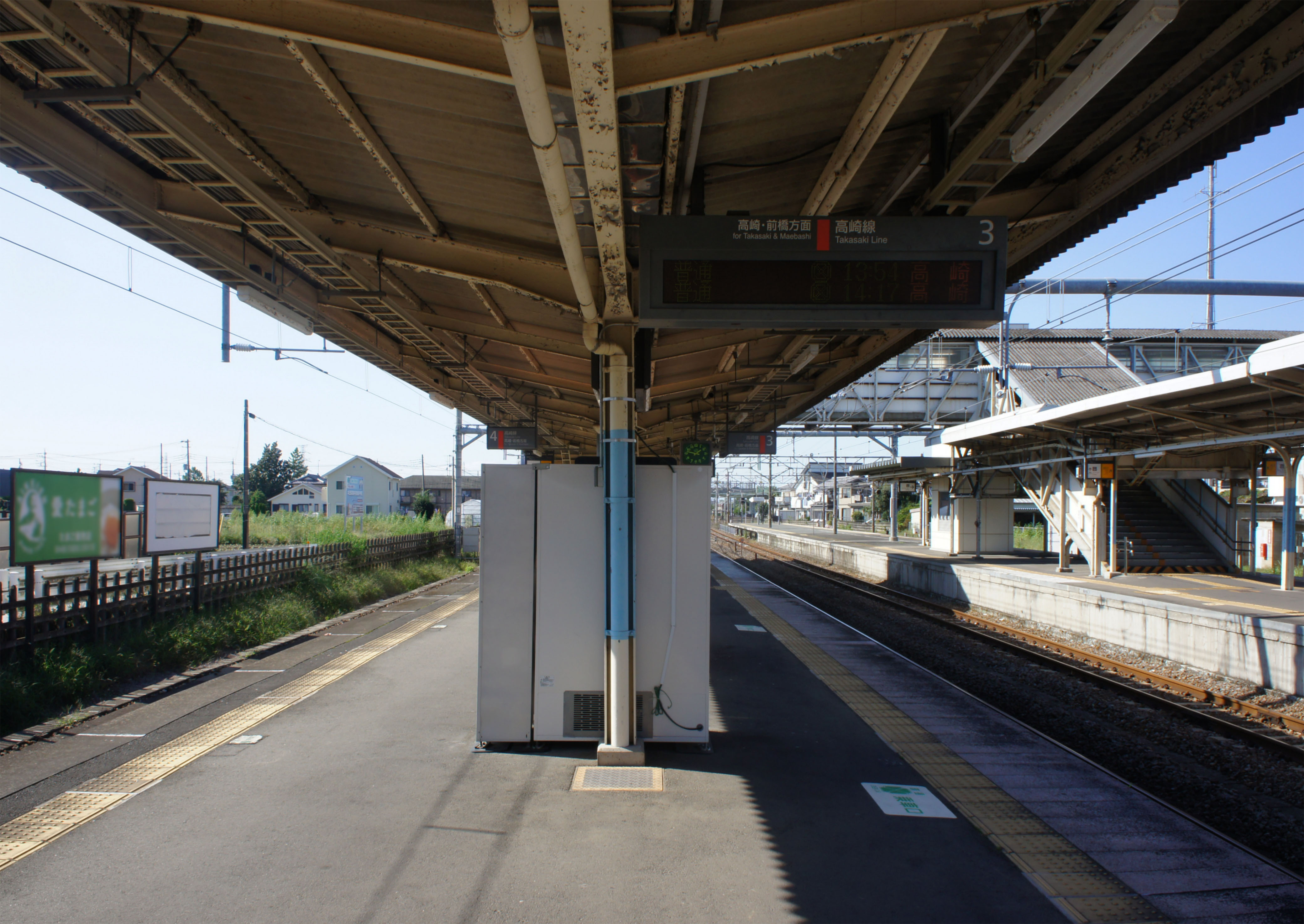
3・4番線ホーム（2021年10月）

### 貨物取扱・専用線
JR貨物の駅は、専用線発着の車扱貨物の取扱駅となっている。2014年3月改正時点で定期貨物列車の発着はないが、駅北側の関東分岐器岡部工場へ続く専用線があり、レール輸送が行われることがある。
また、かつて当駅の東側にあったJX日鉱日石エネルギー岡部油槽所へも専用線が続いていた。ここへJX日鉱日石エネルギー根岸製油所のある根岸駅から1日2本の石油輸送列車が運行されていた。専用線内では日本通運が所有するL字型のスイッチャーが入換を担当していたが、このスイッチャーの側面には、新日本石油のブランドマーク「ENEOS」のステッカーが貼られていた。
到着する列車はタキ1000形貨車で統一された高速貨物列車であるが、返送列車は専用貨物列車となっていた。なお、このうち1本が2008年（平成20年）3月15日のダイヤ改正より高速貨物列車に格上げされていた。しかし、2012年3月の岡部油槽所の閉鎖に伴い、これらの貨物列車は廃止された。

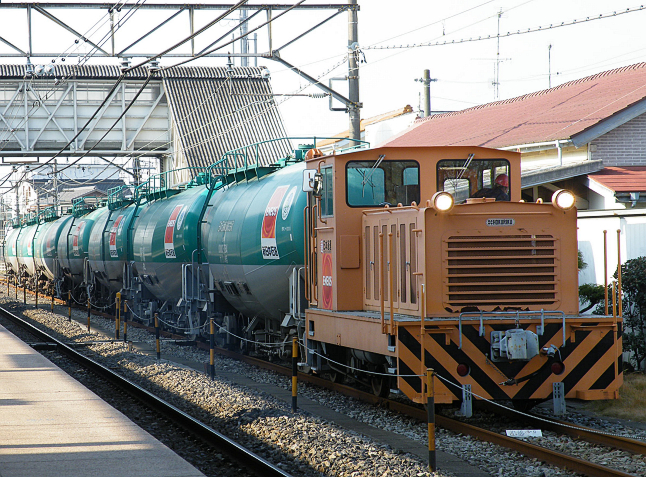
到着したタキ車を油槽所へ運搬するENEOSのスイッチャー（2008年12月）
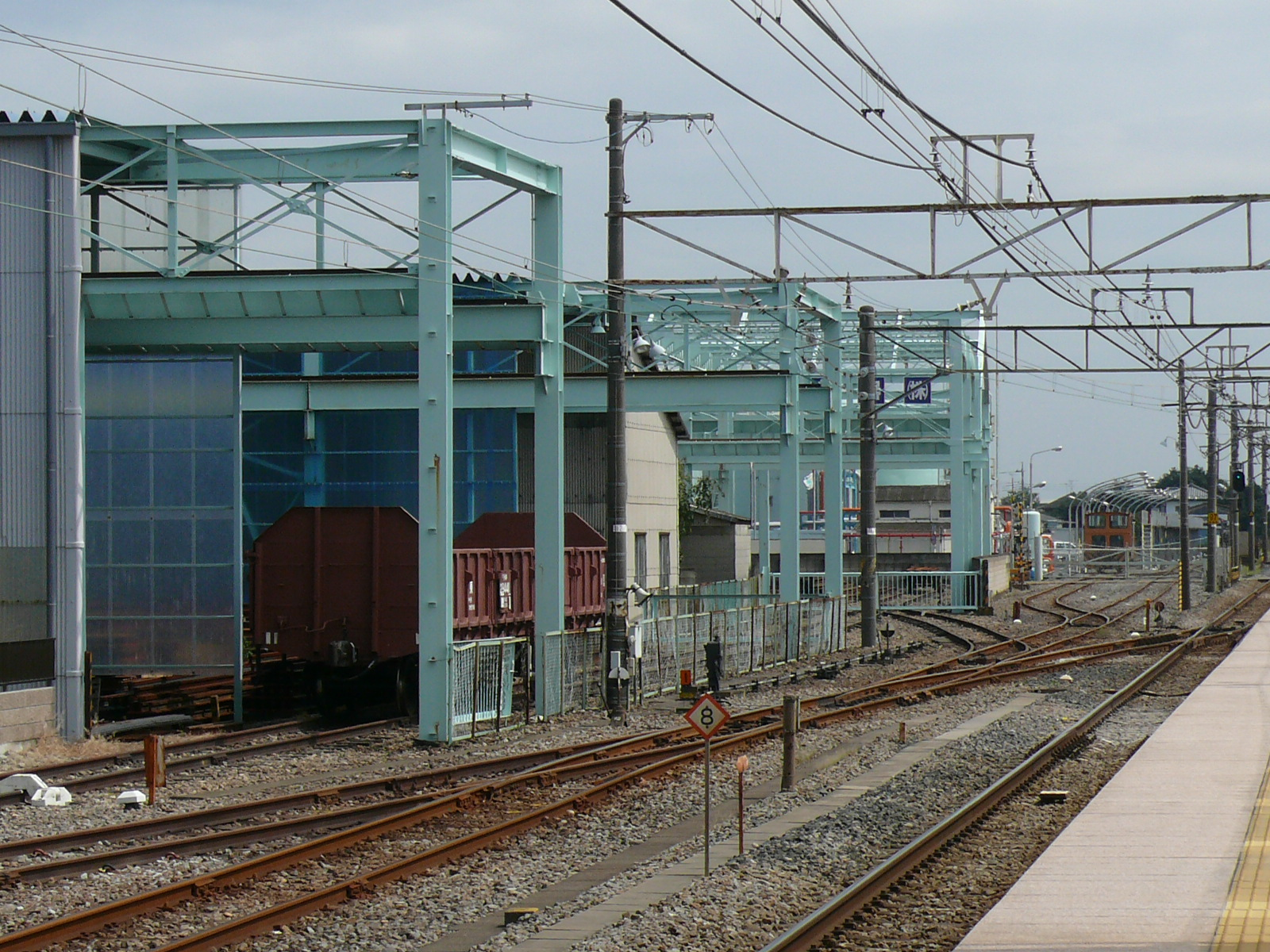
ホームより貨物側線を望む。手前は関東分岐器岡部工場、奥は新日本石油岡部油槽所（2010年9月）
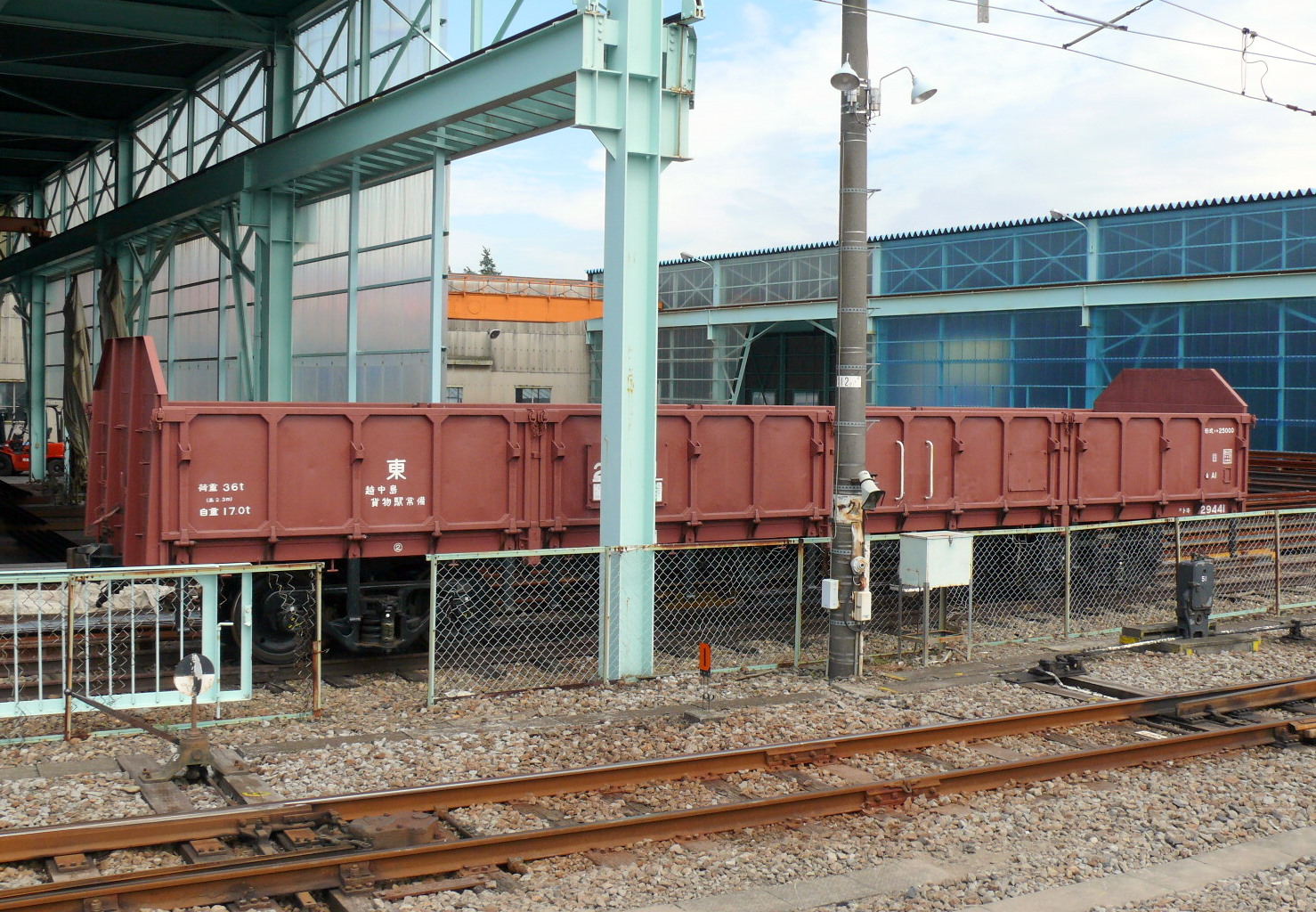
関東分岐器の側線に入線したトキ25000形貨車。レール輸送を越中島貨物駅と岡部駅の間にて行っている。（2010年9月）

## 利用状況
2023年度（令和5年度）の1日平均乗車人員は2,779人である。
1990年度（平成2年度）以降の1日平均乗車人員推移は下表のとおりである。
| 年度               | 1日平均 乗車人員 | 出典     |
| ------------------ | ---------------- | -------- |
| 1990年（平成02年） | 2,931            |          |
| 1991年（平成03年） | 3,117            |          |
| 1992年（平成04年） | 3,262            |          |
| 1993年（平成05年） | 3,298            |          |
| 1994年（平成06年） | 3,290            |          |
| 1995年（平成07年） | 3,133            |          |
| 1996年（平成08年） | 3,107            |          |
| 1997年（平成09年） | 2,993            |          |
| 1998年（平成10年） | 3,094            |          |
| 1999年（平成11年） | 3,136            | [ * 1 ]  |
| 2000年（平成12年） | 3,145            | [ * 2 ]  |
| 2001年（平成13年） | 3,079            | [ * 3 ]  |
| 2002年（平成14年） | 3,070            | [ * 4 ]  |
| 2003年（平成15年） | 3,167            | [ * 5 ]  |
| 2004年（平成16年） | 3,232            | [ * 6 ]  |
| 2005年（平成17年） | 3,211            | [ * 7 ]  |
| 2006年（平成18年） | 3,201            | [ * 8 ]  |
| 2007年（平成19年） | 3,150            | [ * 9 ]  |
| 2008年（平成20年） | 3,195            | [ * 10 ] |
| 2009年（平成21年） | 3,085            | [ * 11 ] |
| 2010年（平成22年） | 3,129            | [ * 12 ] |
| 2011年（平成23年） | 3,154            | [ * 13 ] |
| 2012年（平成24年） | 3,184            | [ * 14 ] |
| 2013年（平成25年） | 3,344            | [ * 15 ] |
| 2014年（平成26年） | 3,197            | [ * 16 ] |
| 2015年（平成27年） | 3,263            | [ * 17 ] |
| 2016年（平成28年） | 3,247            | [ * 18 ] |
| 2017年（平成29年） | 3,227            | [ * 19 ] |
| 2018年（平成30年） | 3,151            | [ * 20 ] |
| 2019年（令和元年） | 3,183            | [ * 21 ] |
| 2020年（令和02年） | 1,914            |          |
| 2021年（令和03年） | 2,287            |          |
| 2022年（令和04年） | 2,774            |          |
| 2023年（令和05年） | 2,779            |          |

## 駅周辺
- 深谷市役所岡部総合支所（旧・岡部町役場）
- 岡部郵便局
- 埼玉工業大学

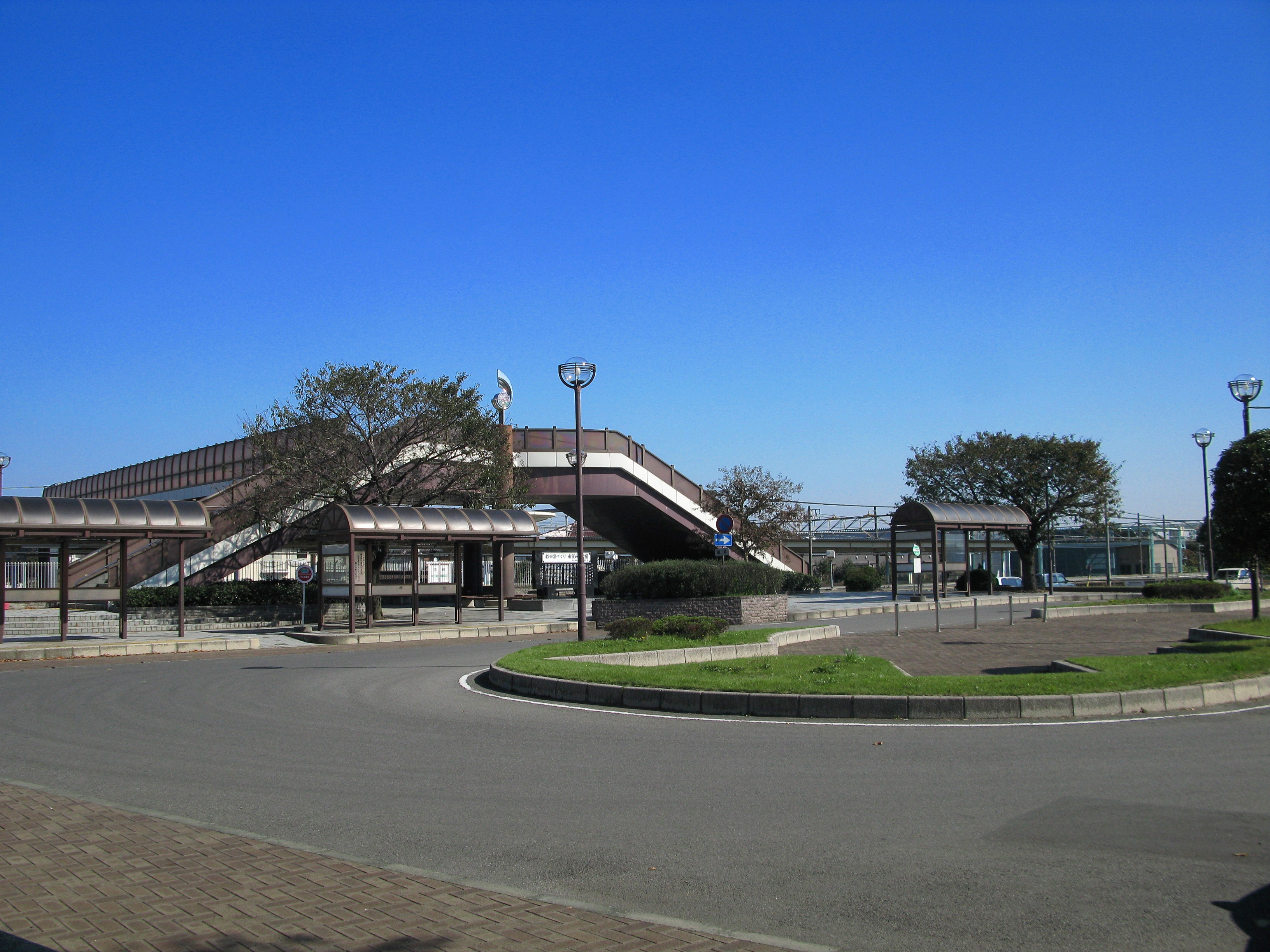
駅南側ロータリー（2012年10月）

- 新日本石油（現・ENEOS）岡部油槽所[1]（2012年3月閉鎖）
- 関東分岐器岡部工場[1]
- リケンテクノス埼玉工場
- リケンテクノス研究開発センター
- 昭和電工マテリアルズ埼玉事業所
- 道の駅おかべ
- ボートピア岡部（開催日は駅前より無料バス運行）

## バス路線
『岡部駅』停留所にて、くるリンの定時定路線バスが発着する。
- <3. 西部シャトル便> 深谷駅南口 行き

深谷市コミュニティバス再編により、岡部シャトル便は2015年（平成27年）度から予約制の岡部デマンドに変更となった。
その後、「くるリン」再編計画により2020年（令和2年）度から西循環便が岡部シャトル便（旧岡部シャトル便（17号経由）を一部路線変更）に再編されたことにより岡部駅まで延長され、岡部駅からの定期公共交通が復活した。これに合わせて駅西（駅北西側のボートピア岡部行バスのりばのさらに南西側）にバス停と転回場が新設された。

## その他
岡部駅は深谷市を舞台にした映画SR サイタマノラッパーにも登場している。
駅の南側は「希望が岡公園」として整備され、駅舎のある北口と陸橋で繋がっている。南口にはロータリーがあり、主にスクールバス（埼玉工業大学や本庄東高校など）が発着している。

## 隣の駅
東日本旅客鉄道（JR東日本）
■高崎線
■特別快速・■快速（「アーバン」を含む）・■普通
深谷駅 - 岡部駅 - 本庄駅

### 記事本文

##### 広報資料・プレスリリースなど一次資料
1. ↑  “Suicaご利用可能エリアマップ（2001年11月18日当初）” (PDF).   東日本旅客鉄道. 2019年7月27日時点のオリジナルよりアーカイブ。2020年4月30日閲覧。

### 利用状況
1. ↑  埼玉県統計年鑑 - 埼玉県
2. ↑  統計 - 深谷市

JR東日本の2000年度以降の乗車人員
1. 1 2  各駅の乗車人員（2023年度） - JR東日本
2. ↑  各駅の乗車人員（2000年度） - JR東日本
3. ↑  各駅の乗車人員（2001年度） - JR東日本
4. ↑  各駅の乗車人員（2002年度） - JR東日本
5. ↑  各駅の乗車人員（2003年度） - JR東日本
6. ↑  各駅の乗車人員（2004年度） - JR東日本
7. ↑  各駅の乗車人員（2005年度） - JR東日本
8. ↑  各駅の乗車人員（2006年度） - JR東日本
9. ↑  各駅の乗車人員（2007年度） - JR東日本
10. ↑  各駅の乗車人員（2008年度） - JR東日本
11. ↑  各駅の乗車人員（2009年度） - JR東日本
12. ↑  各駅の乗車人員（2010年度） - JR東日本
13. ↑  各駅の乗車人員（2011年度） - JR東日本
14. ↑  各駅の乗車人員（2012年度） - JR東日本
15. ↑  各駅の乗車人員（2013年度） - JR東日本
16. ↑  各駅の乗車人員（2014年度） - JR東日本
17. ↑  各駅の乗車人員（2015年度） - JR東日本
18. ↑  各駅の乗車人員（2016年度） - JR東日本
19. ↑  各駅の乗車人員（2017年度） - JR東日本
20. ↑  各駅の乗車人員（2018年度） - JR東日本
21. ↑  各駅の乗車人員（2019年度） - JR東日本
22. ↑  各駅の乗車人員（2020年度） - JR東日本
23. ↑  各駅の乗車人員（2021年度） - JR東日本
24. ↑  各駅の乗車人員（2022年度） - JR東日本

埼玉県統計年鑑
1. ↑  埼玉県統計年鑑（平成12年）
2. ↑  埼玉県統計年鑑（平成13年）
3. ↑  埼玉県統計年鑑（平成14年）
4. ↑  埼玉県統計年鑑（平成15年）
5. ↑  埼玉県統計年鑑（平成16年）
6. ↑  埼玉県統計年鑑（平成17年）
7. ↑  埼玉県統計年鑑（平成18年）
8. ↑  埼玉県統計年鑑（平成19年）
9. ↑  埼玉県統計年鑑（平成20年）
10. ↑  埼玉県統計年鑑（平成21年）
11. ↑  埼玉県統計年鑑（平成22年）
12. ↑  埼玉県統計年鑑（平成23年）
13. ↑  埼玉県統計年鑑（平成24年）
14. ↑  埼玉県統計年鑑（平成25年）
15. ↑  埼玉県統計年鑑（平成26年）
16. ↑  埼玉県統計年鑑（平成27年）
17. ↑  埼玉県統計年鑑（平成28年）
18. ↑  埼玉県統計年鑑（平成29年）
19. ↑  埼玉県統計年鑑（平成30年）
20. ↑  埼玉県統計年鑑（令和元年）
21. ↑  埼玉県統計年鑑（令和2年）